# CFMoto
La CFMOTO (dove l'acronimo CF sta per “Chung Feng”, letteralmente in italiano “vento di primavera”), chiamata ufficialmente Zhejiang CFMOTO Power Co. Ltd, è un'azienda cinese produttrice principalmente di motociclette e scooter, ma anche di quadricicli leggeri, quad e yacht, fondata nel 1989 e con sede a Hangzhou. 

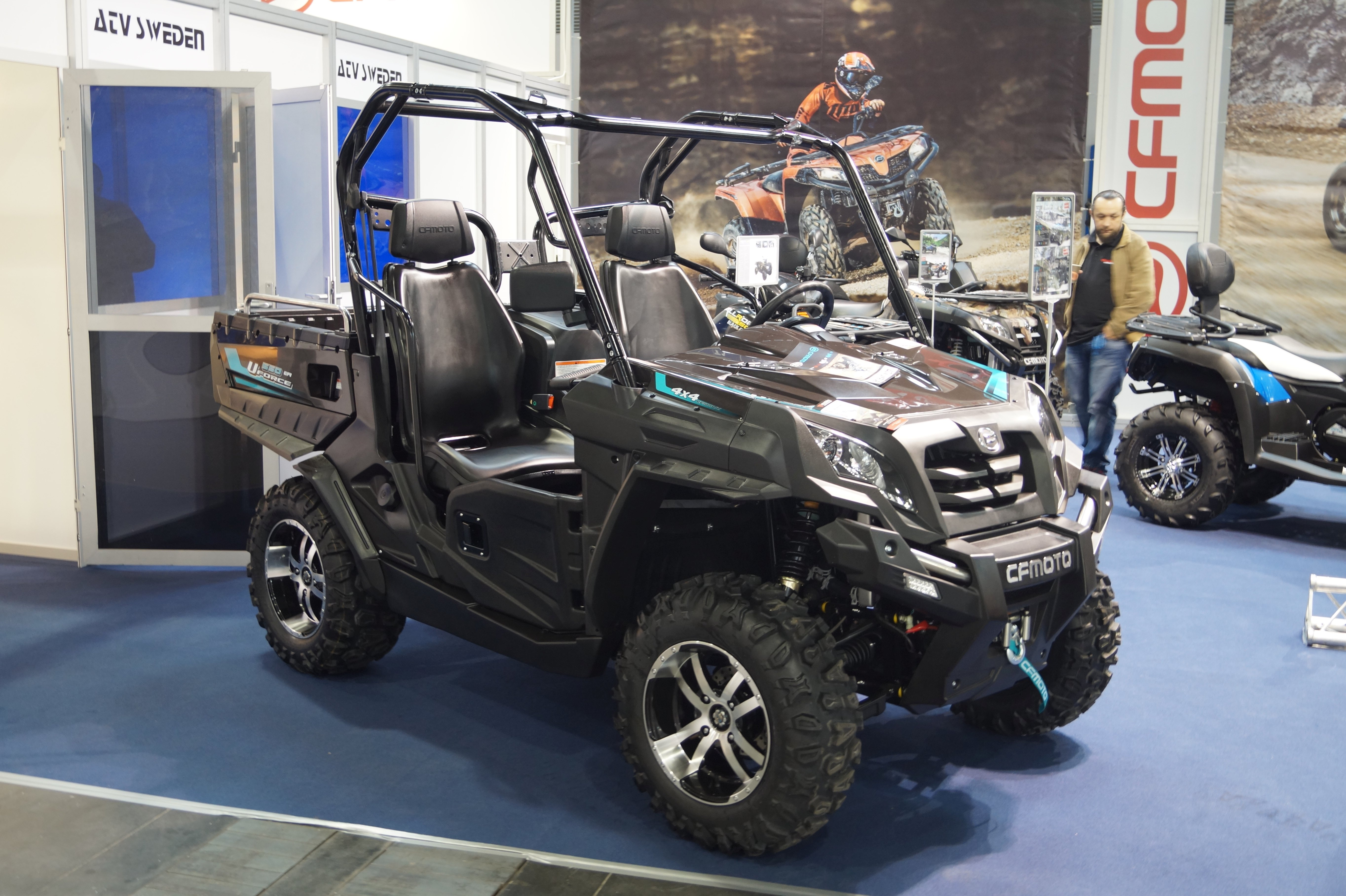
CFMOTO UForce 550.

## Panoramica
Nel 2011, la CFMOTO e KTM hanno avviato una partnership commerciale. Nel 2017 i due marchi hanno siglato una joint venture che consente la produzione e la vendita delle motociclette del produttore austriaco in Cina con il nome di "KTMR2R". La CFMOTO inoltre assembla i modelli di piccola cilindrata per conto della KTM nei suoi stabilimenti cinesi e produce anche i motori KTM di grossa cilindrata.
Dal 2017 è quotata alla Borsa di Shanghai (come Chunfeng Power con il codice 603129).

## Motomondiale
Nel 2022 il marchio motociclistico cinese fa il suo esordio nella classe Moto3 del motomondiale. Vengono infatti schierate dal team PrüstelGP due KTM RC 250 GP rimarchiate CFMoto. I piloti scelti per la stagione d'esordio sono Xavier Artigas e Carlos Tatay. In occasione del Gran Premio dell'Indonesia Tatay conquista la prima pole position per CFMOTO, chiudendo poi la gara con un podio. La stagione prosegue senza acuti con i due piloti al quindicesimo e sedicesimo posto finale e CFMOTO al quinto posto tra i costruttori.
Nel 2023 al confermato Artigas viene affiancato l'australiano Joel Kelso. Entrambi i piloti ottengono un podio in quest'annata che si chiude nuovamente al quinto posto tra i costruttori. Nel 2024 inizia la collaborazione con l'Aspar Team, come costruttore in Moto3 e come title sponsor in Moto2. In occasione della prova inaugurale in Qatar, il colombiano David Alonso porta la prima vittoria nel motomondiale a CFMOTO. Con la vittoria del Gran Premio del Giappone, la decima stagionale fin qui, Alonso ottiene la matematica certezza del titolo mondiale della Moto3, primo colombiano campione del mondo nel motociclismo. Dopo la conquista del titolo Alonso continua a vincere, alla fine saranno quattordici vittorie su venti gare, e porta alla casa motociclistica cinese anche il primo storico titolo costruttori.